# Marek Plaucjusz Sylwan
Marek Plaucjusz Sylwan, Marcus Plautius Silvanus – konsul zwyczajny (consul ordinarius) w 2 p.n.e., prokonsul Azji w 4-5 n.e., który służył pod Tyberiuszem w Panonii, Dalmacji i Ilirii w latach 6-9 n.e. jako namiestnik Galacji.
W czasie trwania wojny panońskiej (6-9 n.e.), stał na czele armii z prowincji zamorskich wraz z Aulusem Cecyną Sewerusem. Gdy część armii barbarzyńskiej ruszyła przeciw nim, okrążywszy pięć rzymskich legionów, oddziały pomocnicze i konnicę królewską Remetalcesa, króla Tracji, zadała im wszystkim niemal druzgocącą klęskę w bitwie w Błotach Wolcejskich, na północ od dolnej Sawy (w 7 n.e.). Rzymscy żołnierze okazali się bardziej roztropni od wodzów, którzy nie ustalili przez wywiadowców położenie armii nieprzyjacielskiej, i w krytycznej sytuacji sami ruszyli na wroga. Powstrzymawszy natarcie przeszli od razu do ataku i przełamali linię nieprzyjaciela odnosząc niespodziewane zwycięstwo.
Pomimo tego wydarzenia, Sylwan i nowy legat Marek Lepidus z łatwością pokonywali przeciwników w walce. W czasie swojej kampanii przeciwko Panończykom wygrywał z niektórymi nawet bez walki. Wódz Panonii Bato, widząc to, stracił wszelkie nadzieje dla Panonii, ale okupował przełęcz prowadzącą do Dalmacji z garnizonami i niszczył ten kraj. W końcu resztki Panończyków pogodziło się z przegraną, głównie z powodu, że ich kraj był dręczony przez Sylwana.
Miał córkę Plaucję Urgulanillę i dwóch synów, Plaucjusza Sylwana i Aulusa Plaucjusza Urgulaniusa, który zmarł w wieku 9 lat i na którego nagrobku widnieje informacja, że jego ojciec był członkiem septemviri epulonum, siedmioosobowego kolegium kapłańskiego i że senat przyznał mu odznaki triumfalne (Ornamenta triumphalia) za swoje czyny w Ilirii. Sylwan zbudował mauzoleum rodzinne w Ponte Lucano niedaleko Tivoli.